# Ecuador ai Giochi della XXVIII Olimpiade
L'Ecuador partecipò ai Giochi della XXVIII Olimpiade, svoltisi ad Atene, Grecia, dal 13 al 29 agosto 2004, con una delegazione di 16 atleti impegnati in sette discipline.

## Delegazione
| Sport             | Uomini | Donne | Totale |
| ----------------- | ------ | ----- | ------ |
| Atletica leggera  | 7      | 1     | 8      |
| Judo              | -      | 2     | 2      |
| Nuoto             | 1      | -     | 1      |
| Pugilato          | 1      | -     | 1      |
| Sollevamento pesi | 1      | 1     | 2      |
| Tennis            | 1      | -     | 1      |
| Tiro              | -      | 1     | 1      |
| Totale            | 7      | 2     | 9      |

## Risultati

### Atletica leggera
| Q | Qualificato al turno successivo per la Classifica in qualificazione                                                          |
| q | Qualificato per il turno successivo per ripescaggio o, negli eventi su campo, conquistando la misura minima per qualificarsi |

Maschile
Eventi su pista e strada
| Atleta           | Evento         | Batteria  | Batteria   | Quarti di finale | Quarti di finale | Semifinale      | Semifinale      | Finale          | Finale          |
| Atleta           | Evento         | Risultato | Classifica | Risultato        | Classifica       | Risultato       | Classifica      | Risultato       | Classifica      |
| ---------------- | -------------- | --------- | ---------- | ---------------- | ---------------- | --------------- | --------------- | --------------- | --------------- |
| Byron Piedra     | 800 m piani    | 1'48"42   | 7º         | N.D.             | N.D.             | non qualificato | non qualificato | non qualificato | non qualificato |
| Jackson Quiñónez | 110 m ostacoli | 13"44     | 3º         | 13"67            | 7º               | non qualificato | non qualificato | non qualificato | non qualificato |
| Xavier Moreno    | Marcia 20 km   | N.D.      | N.D.       | N.D.             | N.D.             | N.D.            | N.D.            | dq              | -               |
| Rolando Saquipay | Marcia 20 km   | N.D.      | N.D.       | N.D.             | N.D.             | N.D.            | N.D.            | 1h24'07"        | 17º             |
| Jefferson Pérez  | Marcia 20 km   | N.D.      | N.D.       | N.D.             | N.D.             | N.D.            | N.D.            | 1h20'38"        | 4º              |
| Jefferson Pérez  | Marcia 50 km   | N.D.      | N.D.       | N.D.             | N.D.             | N.D.            | N.D.            | 3h53'04"        | 12º             |
| Silvio Guerra    | Maratona       | N.D.      | N.D.       | N.D.             | N.D.             | N.D.            | N.D.            | 2h25'29"        | 61º             |
| Franklin Tenorio | Maratona       | N.D.      | N.D.       | N.D.             | N.D.             | N.D.            | N.D.            | 2h31'12"        | 71º             |

Femminile
Eventi su pista e strada
| Atleta        | Evento   | Finale    | Finale     |
| Atleta        | Evento   | Risultato | Classifica |
| ------------- | -------- | --------- | ---------- |
| Sandra Ruales | Maratona | 2h44'28"  | 36ª        |

### Judo
Femminile
| Atleta       | Evento | Preliminari          | 16-esimi                   | Ottavi                   | Quarti               | Semifinali               | Ripescaggio                | Finale               | Pos.            |                 |
| Atleta       | Evento | Avversario Punteggio | Avversario Punteggio       | Avversario Punteggio     | Avversario Punteggio | Avversario Punteggio     | Avversario Punteggio       | Avversario Punteggio | Pos.            |                 |
| ------------ | ------ | -------------------- | -------------------------- | ------------------------ | -------------------- | ------------------------ | -------------------------- | -------------------- | --------------- | --------------- |
| Diana Maza   | -63 kg | Bye                  | Tanimoto (JPN) P 0000–1000 | non qualificata          | non qualificata      | Dhahri (TUN) P 0000–1010 | non qualificata            | non qualificata      | non qualificata | non qualificata |
| Carmen Chalá | +78 kg | Bye                  | Köppen (GER) V 0010–0001   | Sun Fm (CHN) P 0000–1000 | non qualificata      | Bye                      | Yahyaoui (TUN) P 0000–0120 | non qualificata      | non qualificata | non qualificata |

### Nuoto
Maschile
| Atleta       | Evento            | Batteria  | Batteria   | Semifinale      | Semifinale      | Finale          | Finale          |
| Atleta       | Evento            | Risultato | Classifica | Risultato       | Classifica      | Risultato       | Classifica      |
| ------------ | ----------------- | --------- | ---------- | --------------- | --------------- | --------------- | --------------- |
| Julio Santos | 50 m stile libero | 23"43     | =43º       | non qualificato | non qualificato | non qualificato | non qualificato |

### Pugilato
Maschile
| Atleta          | Evento             | 16-esimi             | Ottavi               | Quarti               | Semifinali           | Finale               | Pos.            |
| Atleta          | Evento             | Avversario Punteggio | Avversario Punteggio | Avversario Punteggio | Avversario Punteggio | Avversario Punteggio | Pos.            |
| --------------- | ------------------ | -------------------- | -------------------- | -------------------- | -------------------- | -------------------- | --------------- |
| Patricio Calero | Pesi mosca leggeri | Kazakov (RUS) P 8–20 | non qualificato      | non qualificato      | non qualificato      | non qualificato      | non qualificato |

### Sollevamento pesi
Maschile
| Atleta       | Evento          | Strappo   | Strappo    | Slancio   | Slancio    | Totale | Classifica |
| Atleta       | Evento          | Risultato | Classifica | Risultato | Classifica | Totale | Classifica |
| ------------ | --------------- | --------- | ---------- | --------- | ---------- | ------ | ---------- |
| Julio Idrovo | −69 kg maschile | 140       | 10º        | 155       | 12º        | 295    | 11º        |

Femminile
| Atleta            | Evento           | Strappo   | Strappo    | Slancio   | Slancio    | Totale | Classifica |
| Atleta            | Evento           | Risultato | Classifica | Risultato | Classifica | Totale | Classifica |
| ----------------- | ---------------- | --------- | ---------- | --------- | ---------- | ------ | ---------- |
| Alexandra Escobar | −58 kg femminile | 95        | =6ª        | 120       | =7ª        | 215    | 7ª         |

### Tennis
Maschile
| Atleta           | Evento    | Trentaduesimi                 | Sedicesimi           | Ottavi di finale     | Quarti di finale     | Semifinali           | Finale / FB          | Finale / FB     |
| Atleta           | Evento    | Avversario Punteggio          | Avversario Punteggio | Avversario Punteggio | Avversario Punteggio | Avversario Punteggio | Avversario Punteggio | Classifica      |
| ---------------- | --------- | ----------------------------- | -------------------- | -------------------- | -------------------- | -------------------- | -------------------- | --------------- |
| Nicolás Lapentti | Singolare | Clément (FRA) P 6–7(5–7), 2–6 | non qualificato      | non qualificato      | non qualificato      | non qualificato      | non qualificato      | non qualificato |

### Tiro a segno/volo
Femminile
| Atleta      | Evento                      | Qualificazioni | Qualificazioni | Finale          | Finale          |
| Atleta      | Evento                      | Punti          | Classifica     | Punti           | Classifica      |
| ----------- | --------------------------- | -------------- | -------------- | --------------- | --------------- |
| Carmen Malo | Pistola 10 m aria compressa | 365            | 40ª            | non qualificata | non qualificata |
| Carmen Malo | Pistola 25 m                | 536            | 36ª            | non qualificata | non qualificata |